# Sinsinnou
Sinsinnou est une danse qui s'exécute dans la région de Pèrèrè au Bénin. Elle consiste à égayer et distraire lors des cérémonies folkloriques telles que les mariages traditionnels, les baptêmes et la sortie des chefs traditionnels et rois,.

## Caractéristique de Sinsinnou
Comme toutes les autres danses, le sinsinnou a ses codes et langages. En âge de se marier, le jeune Baatonu exécute les rituels de la danse en se coiffant d'un petit chapeau rouge autour duquel il passe un turban. Il noue un pagne autour de la hanche auquel on joint des graines Oyo pour avoir le son, les différents tam-tams et la flûte.

### Personnes faisant partie de la troupe
Tout un orchestre pour l’exécution de sinsinnou implique des personnes de 15 à 50 ans, un spiritualiste traditionnel, une femme qui garde le miroir en dansant, les griots, le flûtiste qui donne la mélodie,,.